# The Goddess Bunny (Film)
The Goddess Bunny ist ein im Jahr 1994 veröffentlichter US-amerikanischer Dokumentarfilm von Nick Bougas, in dem das Leben der gleichnamigen US-amerikanische Schauspielerin dokumentiert wird.

## Überblick
Der Film dokumentiert eine Tour durch die damalige Transgender-, Lesben- und Schwulen-Nachtclubszene in Los Angeles, Kalifornien, USA, die von The Goddess Bunny, einer behinderten Stepptanzkünstlerin, moderiert wird. Der Film dokumentiert das Leben dieser und konzentriert sich hauptsächlich auf ihren Geschlechtswechsel zur Frau sowie auf ihren Kampf gegen Poliomyelitis als Kind.

## Kontroverse
Eine Szene aus dem Dokumentarfilm The Goddess Bunny, in dem Crisp einen Stepptanz aufführte, wurde erstmals im Jahr 2005 in Form eines Online-Videos auf der Plattform eBaum’s World veröffentlicht und später auf YouTube erneut hochgeladen. Das Video mit dem spanischen Titel Obedece a la morsa oder auf Englisch Obey the Walrus (gehorche dem Walross) ging viral und wurde in der Öffentlichkeit diskutiert, da Sandie Crisps Aussehen von einigen Menschen als verstörend empfunden wurde. Auch wurde das Video von einigen Menschen negativ aufgenommen und kontrovers diskutiert, da sie der Ansicht waren, dass der Ersteller des Videos Sandie Crisp bloßstellen wollte.